# Muraszemenye
Muraszemenye è un comune dell'Ungheria di 652 abitanti (dati 2001). È situato nella contea di Zala.